# Maserà di Padova
Maserà di Padova là một đô thị thuộc tỉnh Padova vùng Veneto, located about 40 km về phía tây nam của Venezia và cách khoảng 11 km về phía nam của Padova. Tại thời điểm ngày 31 tháng 12 năm 2004, đô thị này có dân số 8.226 người và diện tích 17,5 km².
Maserà di Padova giáp các đô thị: Abano Terme, Albignasego, Cartura, Casalserugo, Due Carrare.